# Bundesstraße 93
Pour les articles homonymes, voir B93 et Route 93.
La Bundesstraße 93 (abrégé en B 93) est une Bundesstraße reliant Borna à Schneeberg.

## Localités traversées
- Borna
- Altenburg
- Gößnitz
- Meerane
- Zwickau
- Wilkau-Haßlau
- Schneeberg